# Rhynchanthrax texanus
Rhynchanthrax texanus är en tvåvingeart som först beskrevs av Joseph Hannum Painter 1933.  Rhynchanthrax texanus ingår i släktet Rhynchanthrax och familjen svävflugor. Inga underarter finns listade i Catalogue of Life.